# Cecylówka Głowaczowska
Cecylówka Głowaczowska – wieś sołecka w Polsce położona w województwie mazowieckim, w powiecie kozienickim, w gminie Głowaczów.
W latach 1975–1998 miejscowość administracyjnie należała do województwa radomskiego.
W czasie kampanii wrześniowej, 13 września 1939 żołnierze niemieccy zamordowali w Cecylówce 54 mężczyzn, mieszkańców wsi i okolic. Wśród zamordowanych było 42 Polaków i 12 Żydów. Ludzie ci zostali zgromadzeni w stodole, do której wrzucono granaty, a później oblano benzyną i podpalono. Z płonącego budynku, wedle różnych relacji, uratowały się trzy lub cztery osoby – trzech Polaków, lub trzech Polaków i Żyd. Zamordowanych pochowano na miejscu. Obecnie stoi tam pomnik upamiętniający te wydarzenia.
Wierni kościoła rzymskokatolickiego należą do parafii św. Wawrzyńca w Głowaczowie.